# JT Thor
Jokhow Panom Thor, detto JT (Omaha, 26 agosto 2002), è un cestista statunitense con cittadinanza sudsudanese, professionista nella NBA.

## Carriera
Dopo aver trascorso una stagione con gli Auburn Tigers, nel 2021 si dichiara eleggibile per il Draft NBA, venendo chiamato con la 37ª scelta assoluta dagli Charlotte Hornets.

## Statistiche

### NCAA
| Anno      | Squadra       | PG | PT | MP   | TC%  | 3P%  | TL%  | RP  | AP  | PRP | SP  | PP  |
| --------- | ------------- | -- | -- | ---- | ---- | ---- | ---- | --- | --- | --- | --- | --- |
| 2020-2021 | Auburn Tigers | 27 | 27 | 23,0 | 44,0 | 29,7 | 74,1 | 5,0 | 0,9 | 0,8 | 1,4 | 9,4 |
| Carriera  | Carriera      | 27 | 27 | 23,0 | 44,0 | 29,7 | 74,1 | 5,0 | 0,9 | 0,8 | 1,4 | 9,4 |

#### Massimi in carriera
- Massimo di punti: 24 vs Kentucky (13 febbraio 2021)[5]
- Massimo di rimbalzi: 9 (3 volte)
- Massimo di assist: 4 vs South Alabama (4 dicembre 2020)
- Massimo di palle rubate: 3 (3 volte)
- Massimo di stoppate: 4 (3 volte)
- Massimo di minuti giocati: 31 vs Florida (23 febbraio 2021)

### NBA

#### Regular Season
| Anno      | Squadra             | PG  | PT | MP   | TC%  | 3P%  | TL%  | RP  | AP  | PRP | SP  | PP  |
| --------- | ------------------- | --- | -- | ---- | ---- | ---- | ---- | --- | --- | --- | --- | --- |
| 2021-2022 | Charlotte Hornets   | 33  | 0  | 7,9  | 43,6 | 25,9 | 60,0 | 1,3 | 0,6 | 0,2 | 0,3 | 2,0 |
| 2022-2023 | Charlotte Hornets   | 69  | 8  | 14,0 | 39,9 | 31,7 | 70,2 | 2,2 | 0,5 | 0,3 | 0,3 | 3,8 |
| 2023-2024 | Charlotte Hornets   | 63  | 3  | 12,4 | 43,7 | 34,6 | 55,0 | 2,3 | 0,5 | 0,2 | 0,4 | 3,2 |
| 2024-2025 | Cleveland Cavaliers | 9   | 0  | 4,7  | 60,0 | 50,0 | 87,5 | 0,7 | 0,1 | 0,2 | 0,3 | 3,1 |
| 2024-2025 | Wash. Wizards       | 11  | 0  | 18,8 | 36,4 | 20,0 | 57,1 | 3,8 | 0,5 | 0,5 | 0,5 | 3,9 |
| Carriera  | Carriera            | 185 | 11 | 12,2 | 41,9 | 31,7 | 65,1 | 2,1 | 0,5 | 0,3 | 0,4 | 3,2 |

#### Massimi in carriera
- Massimo di punti: 14 vs Oklahoma City Thunder (28 marzo 2023)[6]
- Massimo di rimbalzi: 8 vs Phoenix Suns (1º marzo 2023)
- Massimo di assist: 4 vs Oklahoma City Thunder (28 marzo 2023)
- Massimo di palle rubate: 3 (2 volte)
- Massimo di stoppate: 3 vs Phoenix Suns (1º febbraio 2022)
- Massimo di minuti giocati: 36 vs Oklahoma City Thunder (28 marzo 2023)

### G League
| Anno      | Squadra          | PG | PT | MP   | TC%  | 3P%  | TL%  | RP  | AP  | PRP | SP  | PP   |
| --------- | ---------------- | -- | -- | ---- | ---- | ---- | ---- | --- | --- | --- | --- | ---- |
| 2021-2022 | Greens. Swarm    | 17 | 17 | 27,1 | 48,0 | 30,6 | 64,0 | 5,6 | 1,2 | 0,8 | 0,9 | 12,1 |
| 2022-2023 | Greens. Swarm    | 5  | 5  | 33,5 | 40,0 | 39,1 | 93,8 | 7,2 | 1,4 | 0,6 | 1,8 | 19,0 |
| 2024-2025 | Cleveland Charge | 24 | 22 | 31,8 | 43,3 | 27,6 | 76,2 | 7,1 | 2,1 | 0,6 | 1,6 | 14,3 |
| 2024-2025 | Capital C. Go-Go | 8  | 8  | 29,0 | 61,3 | 44,0 | 46,2 | 4,8 | 2,0 | 1,1 | 1,3 | 15,0 |
| Carriera  | Carriera         | 54 | 52 | 30,1 | 46,6 | 32,1 | 72,7 | 6,3 | 1,8 | 0,7 | 1,4 | 14,1 |